# Robert Bergland
Robert Selmer Bergland, född 22 juli 1928 i Roseau, Minnesota, död 9 december 2018 på samma plats, var en amerikansk demokratisk politiker.
Han var ledamot av USA:s representanthus från Minnesota 1971–1977. Som kandidat för Minnesota Democratic-Farmer-Labor Party besegrade han kongressledamoten Odin Langen i 1970 års kongressval. Han tjänstgjorde som USA:s jordbruksminister 1977–1981 under president Jimmy Carter.
Bergland spelade under en tid gitarr för Highway 11 Ramblers.